# Polarlicht (Heraldik)

Polarlicht im Wappen der Oblast Murmansk (auf der Silhouette eines Dreibergs)

Das Polarlicht ist in der Heraldik ein Heroldsbild und seltener eine gemeine Figur und auf wenige Gemeindewappen beschränkt. Die Darstellung des Polarlichts als Wappenfigur lässt sich  mit der besonderen geografischen Lage der Orte erklären, die in Beobachtungsnähe des Naturphänomens liegen. Dargestellt wird bevorzugt in Silber oder Gold ein schwebendes Wellenband aus kurzen dichtgedrängten senkrechten Linien. Der Wappenschildhintergrund ist bevorzugt in Blau dargestellt. Es werden auch mehrere kurze Stücke, oft dicht unter dem Schildhaupt, als Bild genommen.
Mehrere Wappen von Gemeinden in der russischen Oblast Murmansk sind mit der Figur geschmückt. Auch regionale Fahnen und Flaggen zeigen das Polar- oder Nordlicht.

## Beispiele

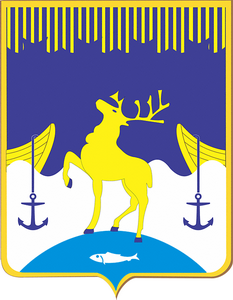
als Schildhaupt, gebalkt stilisiert (Ostrownoi RU)
als Strahlenkranz am Schildfuß (Utsjoki FI)
als erhöhter Bogenbalken, oben geflammt (Kuusamo FI)
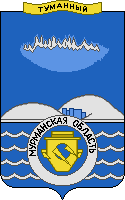
naturalistisch (Tumanny RU)